# Estadio Municipal Reino de León
Das Estadio Municipal Reino de León ist ein Fußballstadion in der spanischen Stadt León, Autonome Gemeinschaft Kastilien und León. Es ist die Heimspielstätte des Fußballvereins Cultural Leonesa.

## Geschichte
Die Anlage wurde am 20. Mai 2001 unter dem Namen Nuevo Estadio Antonio Amilivia mit einer Begegnung zwischen der Heimmannschaft und Deportivo Xerez eingeweiht. Am 2. April 2003 bestritt die spanische Fußballnationalmannschaft hier ein Spiel der EM-Qualifikation 2004 gegen Armenien. Im September 2008 ersetzte der Stadtrat den Namen Antonio Amilivia, einem ehemaligen Präsidenten des Fußballvereins Cultural Leonesa, durch Reino de León (deutsch Königreich León).

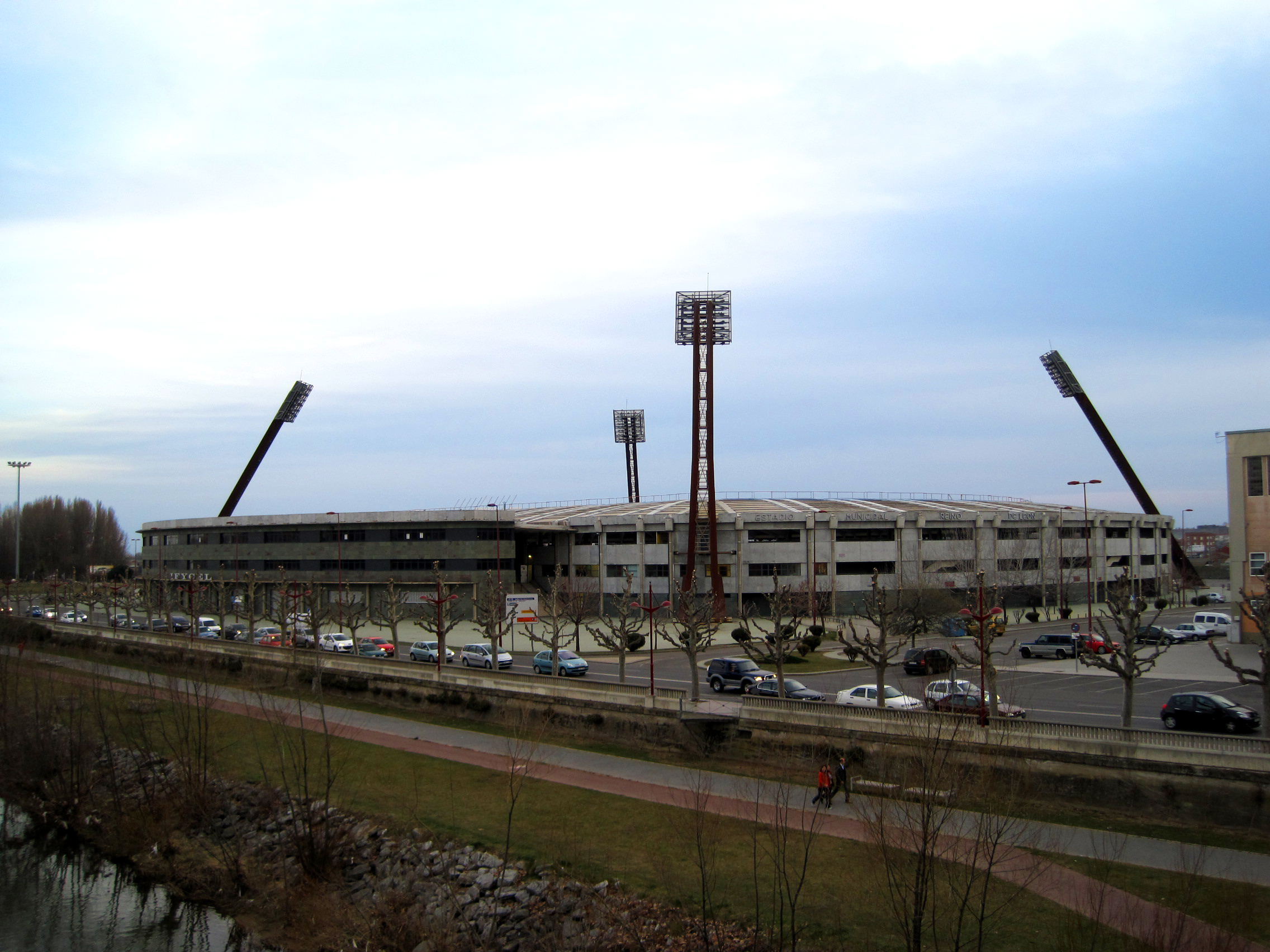
Außenansicht des Stadions

Das Stadion hat ein Fassungsvermögen von 13.451 Sitzplätzen. Die Ränge sind vollständig überdacht. Charakteristisch für das Estadio de León sind die vier überdimensionierten und stark nach innen geneigten Masten der Flutlichtanlage.
Neben der Austragung von Fußballspielen, dient die Spielstätte auch als Veranstaltungsort für Konzerte. So spielten unter anderem Shakira (20. Juni 2006) und Maná (23. Juni 2007) im Estadio Reino de León.

## Länderspiele
- 2. April 2003:  Spanien –  Armenien 3:0 (EM-Qualifikation 2004)
- 11. Juni 2015:  Spanien –  Costa Rica 2:1 (Freundschaftsspiel)
- 5. September 2016:  Spanien –  Liechtenstein 8:0 (WM-Qualifikation 2018)